# Nastassja Jazewitsch
Nastassja Aljaksandrauna Jazewitsch (belarussisch Настасся Аляксандраўна Яцэвіч; englische Umschrift Nastassia Yatsevich; * 18. Januar 1985 in Omsk, Russische SFSR, Sowjetunion) ist eine belarussische Geherin.

## Sportliche Laufbahn
Jazewitsch ist dreimalige belarussische Meisterin im 20-Kilometer-Gehen (2011, 2013, 2017) sowie zweimalige im 10.000-Meter-Hallengehen (2013, 2016).
Sowohl 2012 als auch 2016 trat Jazewitsch bei den Olympischen Sommerspielen im 20-Kilometer-Gehen an, wobei sie sich auf dem 46. (London, 2012, 1:35:41 h) beziehungsweise 17. Platz (Rio de Janeiro, 2016, 1:32:53 h) positionieren konnte.
2018 ging Jazewitsch bei den Geher-Team-Weltmeisterschaften im chinesischen Taicang über 50 Kilometer an den Start, wo ihr 4:18:00 h für Platz neun reichten.

### Persönliche Bestzeiten
- 5000 m Bahn: 21:56,99 min (Brest, 18. Mai 2012)
  - 5000 m Halle: 22:02,53 min (Minsk, 14. Januar 2011)
- 10.000 m Bahn: 45:09,31 min (Brest, 16. Mai 2012)
  - 10.000 m Halle: 46:19,41 min (Mahiljou, 13. Februar 2009)
- 10 km Straße: 44:07 min (Hrodna, 1. Oktober 2011)
- 20 km Straße: 1:29:30 h (Hrodna, 7. Juli 2011)
- 50 km Straße: 4:18:00 h (Taicang, 5. Mai 2018)